# Hoist on His Own Petard
Hoist on His Own Petard è un cortometraggio muto del 1912 diretto da Dell Henderson.

## Produzione
Il film fu prodotto dalla Biograph Company.

## Distribuzione
Distribuito dalla General Film Company, il film - un cortometraggio di 123,75 metri - uscì nelle sale cinematografiche USA il 18 novembre 1912. Il 16 gennaio 1913 fu distribuito dalla Moving Pictures Sales Agency anche nel Regno Unito. Nelle proiezioni, veniva programmato con il sistema dello split reel, accorpato in un'unica bobina con un altro cortometraggio prodotto dalla Biograph, la commedia Their Idols.